# Buena Vista Social Club
A Buena Vista Social Club egy havannai, főként sötétbőrűek számára létrehozott, a negyvenes-ötvenes években működött könnyűzenei klub volt, amelyben jellegzetes kubai zenét játszottak, a zenére pedig a teremben táncoltak.
A klubról 1996-ban Ry Cooder és Wim Wenders ugyanezzel a névvel  dokumentumfilmet készített veterán kubai zenészek főszereplésével. Az album és a film világhírűvé vált, és a benne szereplő zenészekre ráragadt a Buena Vista Social Club név, ez lett az együttes neve is. 1998-ban Grammy-díjat kaptak.
Legnagyobb slágerük az Eliades Ochoa és a Compay Segundo által énekelt Chan Chan.

## A zenészek
- Luis Barzaga – kórustag
- Joachim Cooder – udu, dob
- Ry Cooder – gitár, mbira
- Julio Alberto Fernández – ének, maraca
- Ibrahim Ferrer (1927-2005) – ének
- Carlos González – bongo
- Juan de Marcos González – karmester
- Rubén González (1919-2003) – zongora
- Salvador Repilado Labrada – nagybőgő
- Manuel „Puntillita” Licea (1927-2000) – ének
- Orlando „Cachaito” López – nagybőgő
- Benito Suárez Magana – gitár
- Manuel „Guajiro” Mirabal – trombita
- Eliades Ochoa – ének, gitár
- Omara Portuondo – ének
- Julienne Ovideo Sánchez – timbales
- Compay Segundo (1907-2005) – gitár, ének
- Barbarito Torres – laoud
- Alberto „Virgilio” Valdés – maraca
- Lázaro Villa – güiro
- Amadito Valdés - timbales
- Pio Leyva (1917-2006) – ének

## Díjak
- 1998: Grammy Award for Best Traditional Tropical Latin Album
- 1998: Billboard Latin Music Awards